# Ternat
Ternat je malé město, které leží v provincii Vlámský Brabant ve středu Belgie. Jeho rozloha je 24,48 km². Žije zde přibližně 15 tisíc obyvatel.

## Historie
Nejstarší zmínky o osídlení pochází z 12. století, kdy nesla obec název Nath. Přímo město Ternat vzniklo v 19. století spojením tří tehdejších obcí a to Sint-Katherina-Lombeek, Ternat a Wambeek.

## Populace
K 1. lednu 2022 zde podle sčítání lidu žilo 16 283 obyvatel , z čehož vyplývá, že hustota obyvatelstva je 650 obyvatel na km².

## Kultura
V Tarnatu stojí hrad Kruikenburg z 12. století. Na něm sídlil v polovině 14. století politik Everard t'Serclaes (kolem roku 1320 – 13. března 1388). Později, v 17. století, byl hrad přestavěn a v současné době v něm sídlí místní úřady. 
Nachází se zde i kostel sv. Gertrudy z 15. století  Právě tato světice je součástí městského znaku.
Dalšími zajímavými budovami jsou dochovaný Château De Mot, současný obecní dům a vodní mlýn Opalfene.

## Doprava
Ternatem prochází železniční trať Oostende - Gent - Brusel a nedaleko se nachází křižovatka dálnic A10 a E40.

## Galerie

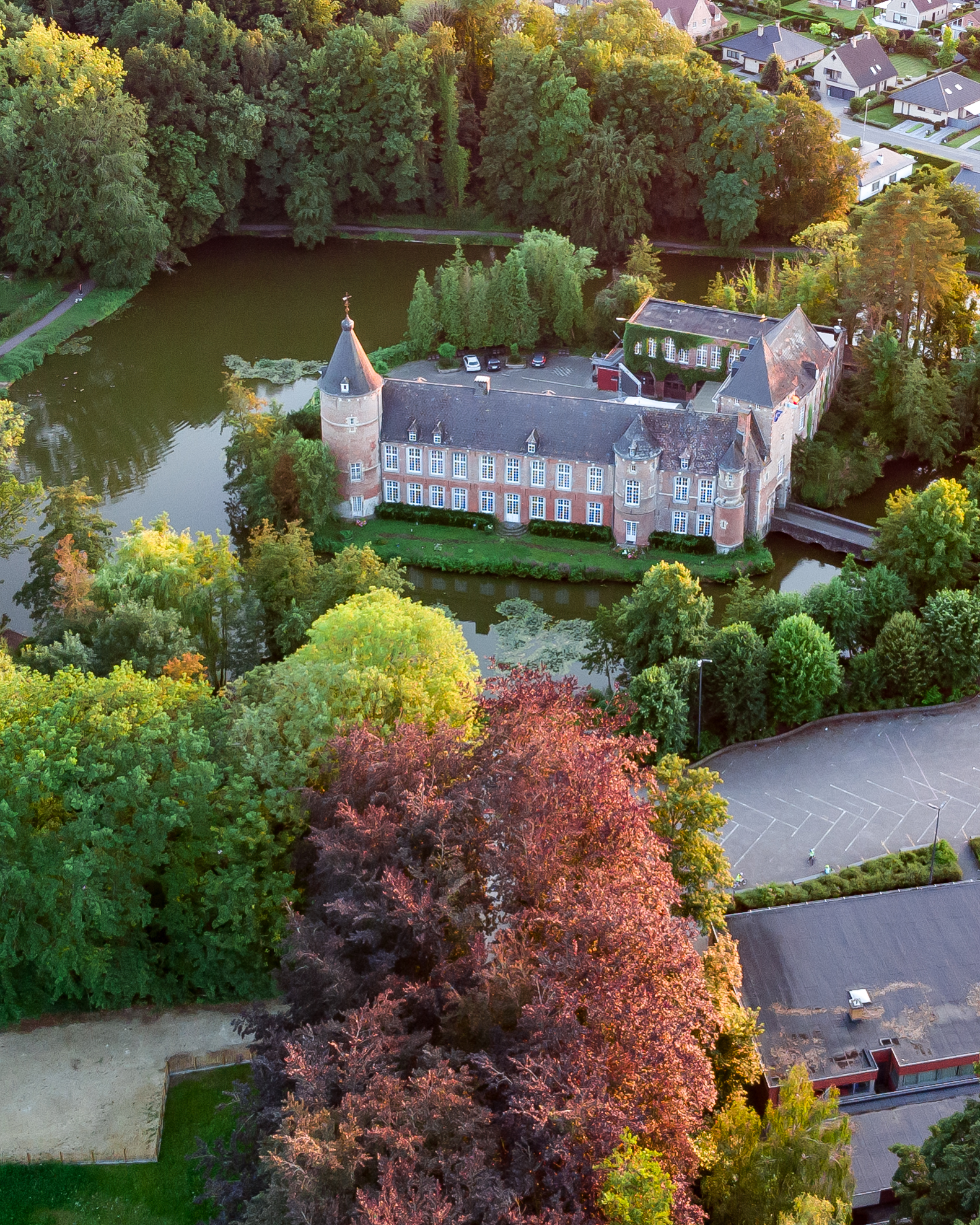
Kruikenburg
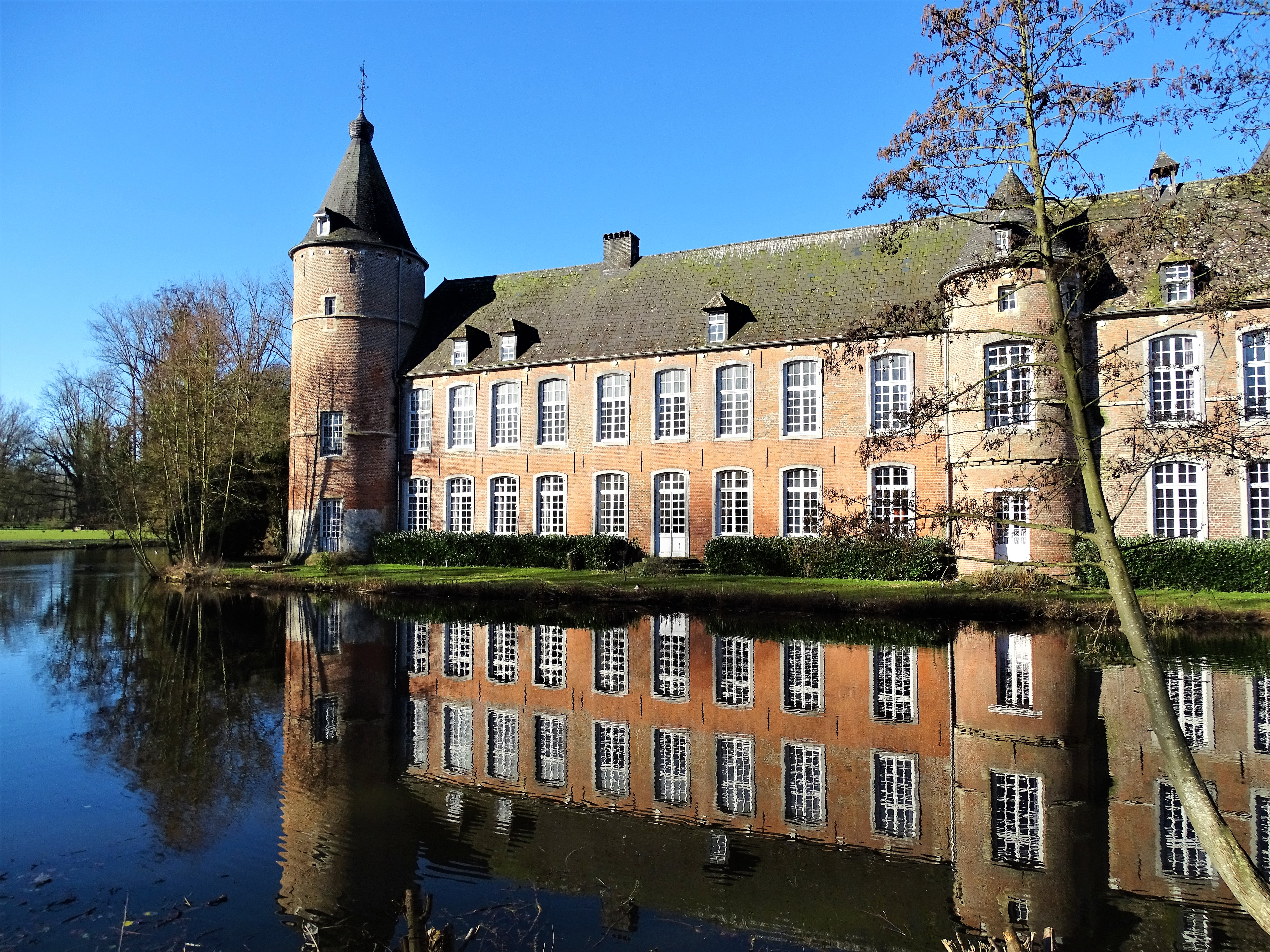
Kruikenburg
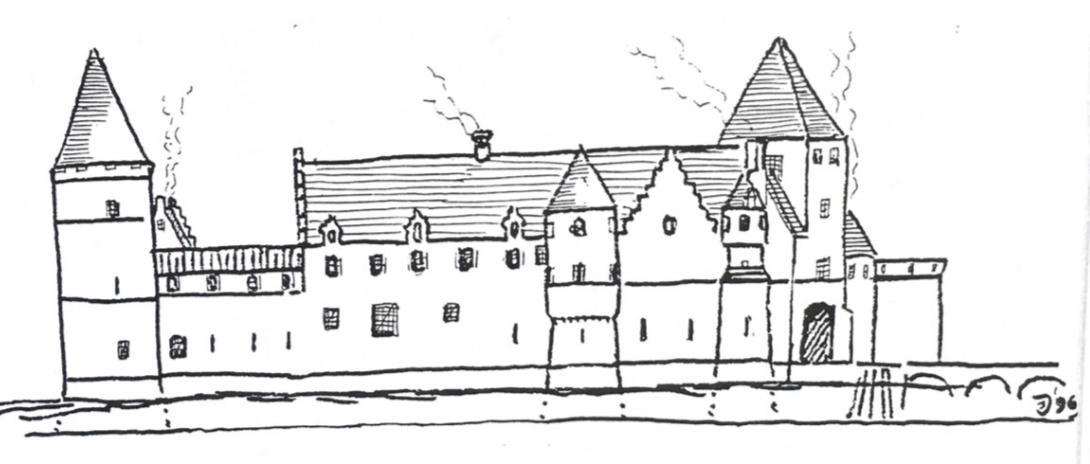
Kruikenburg, náčrt z 18. století
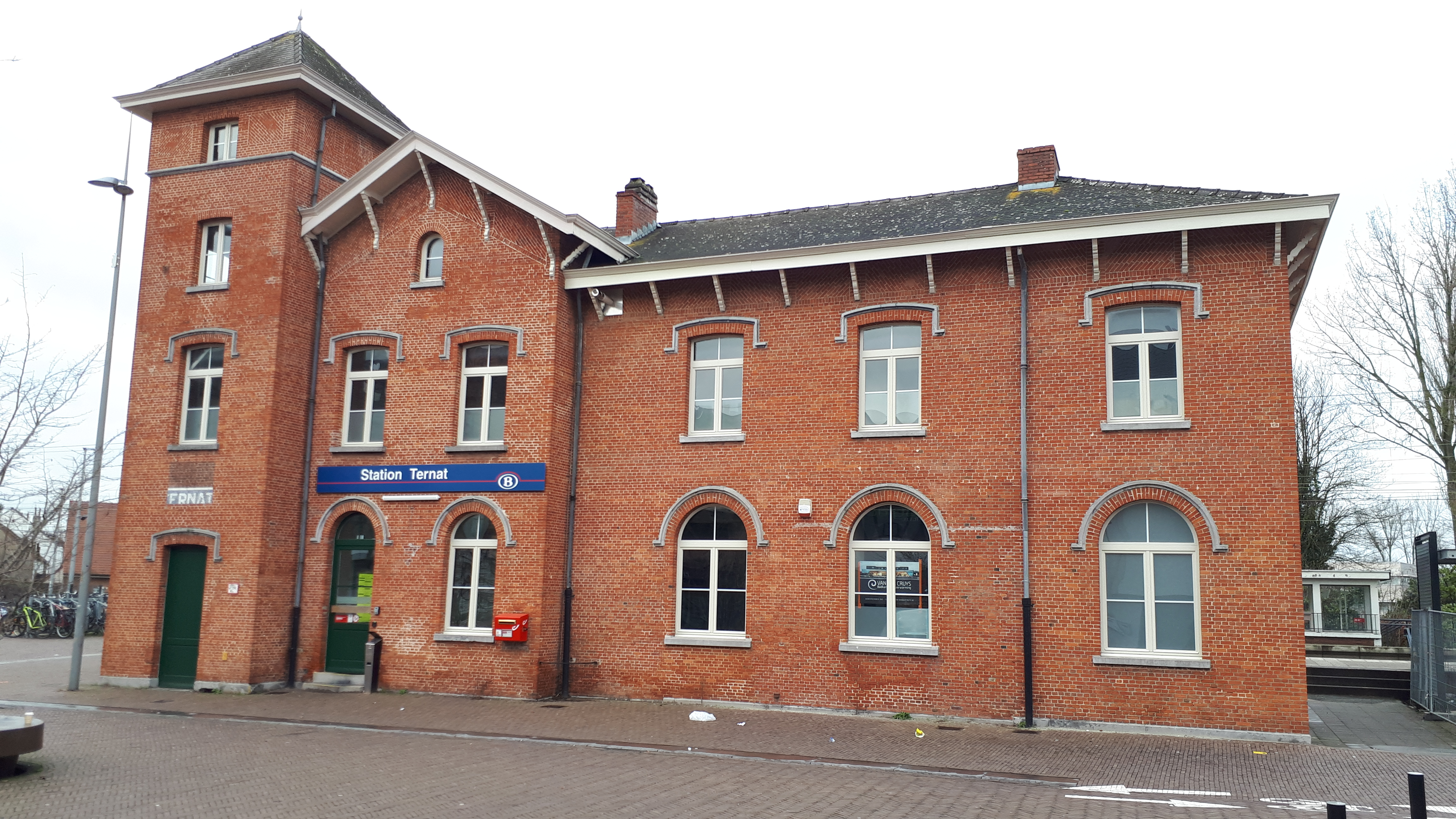
Vlakové nádraží
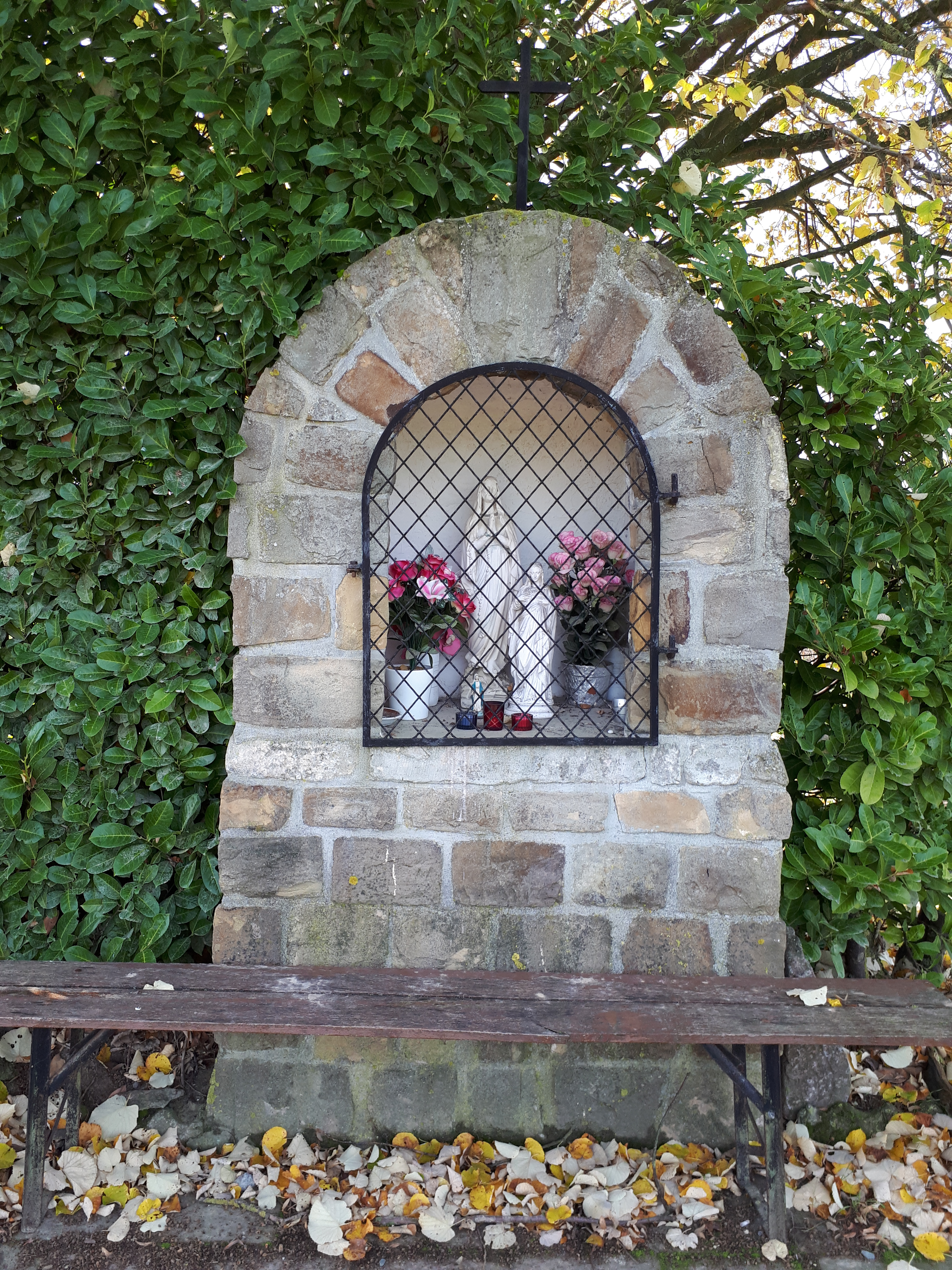
Kaple
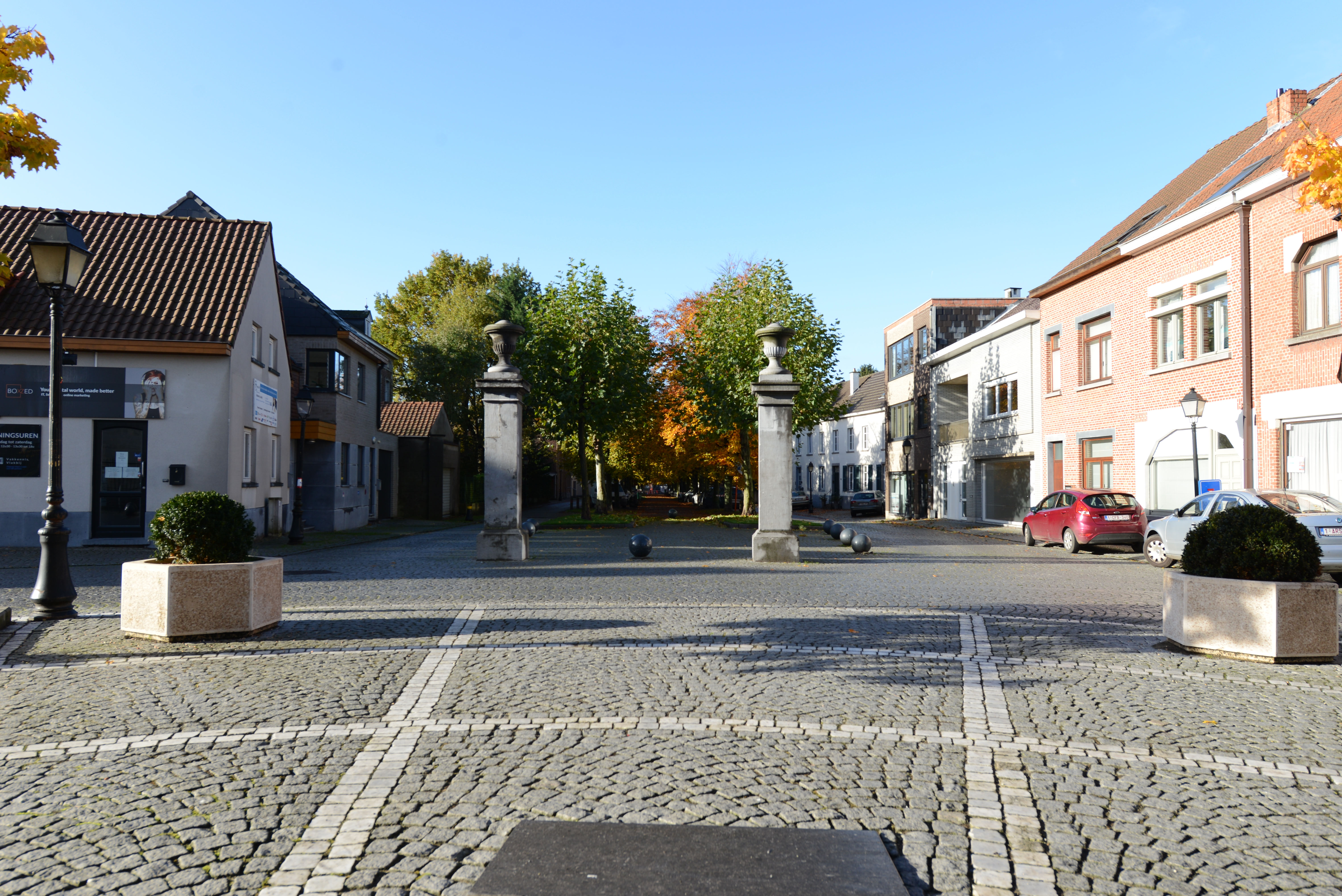
Náměstí
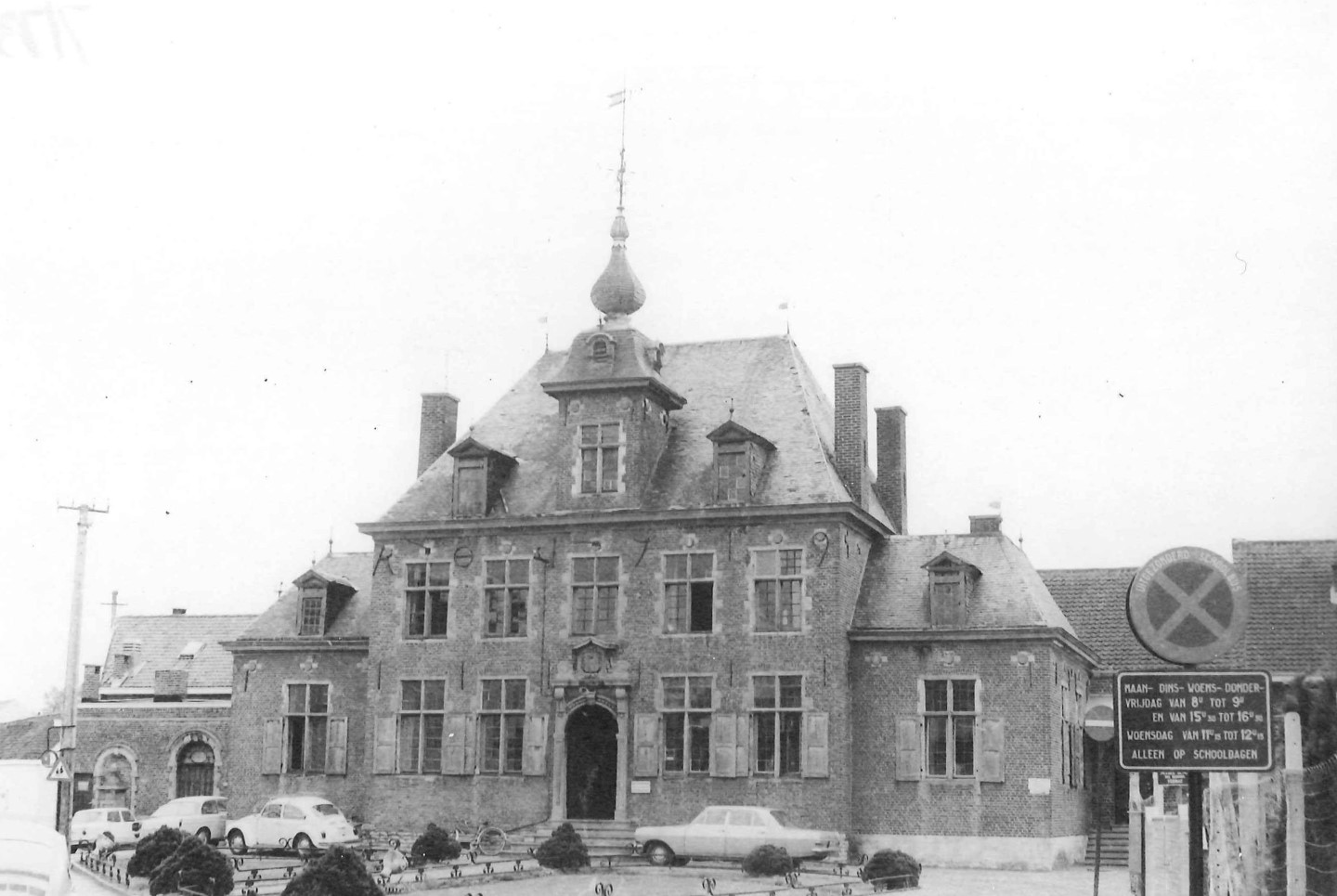
Château De Mot
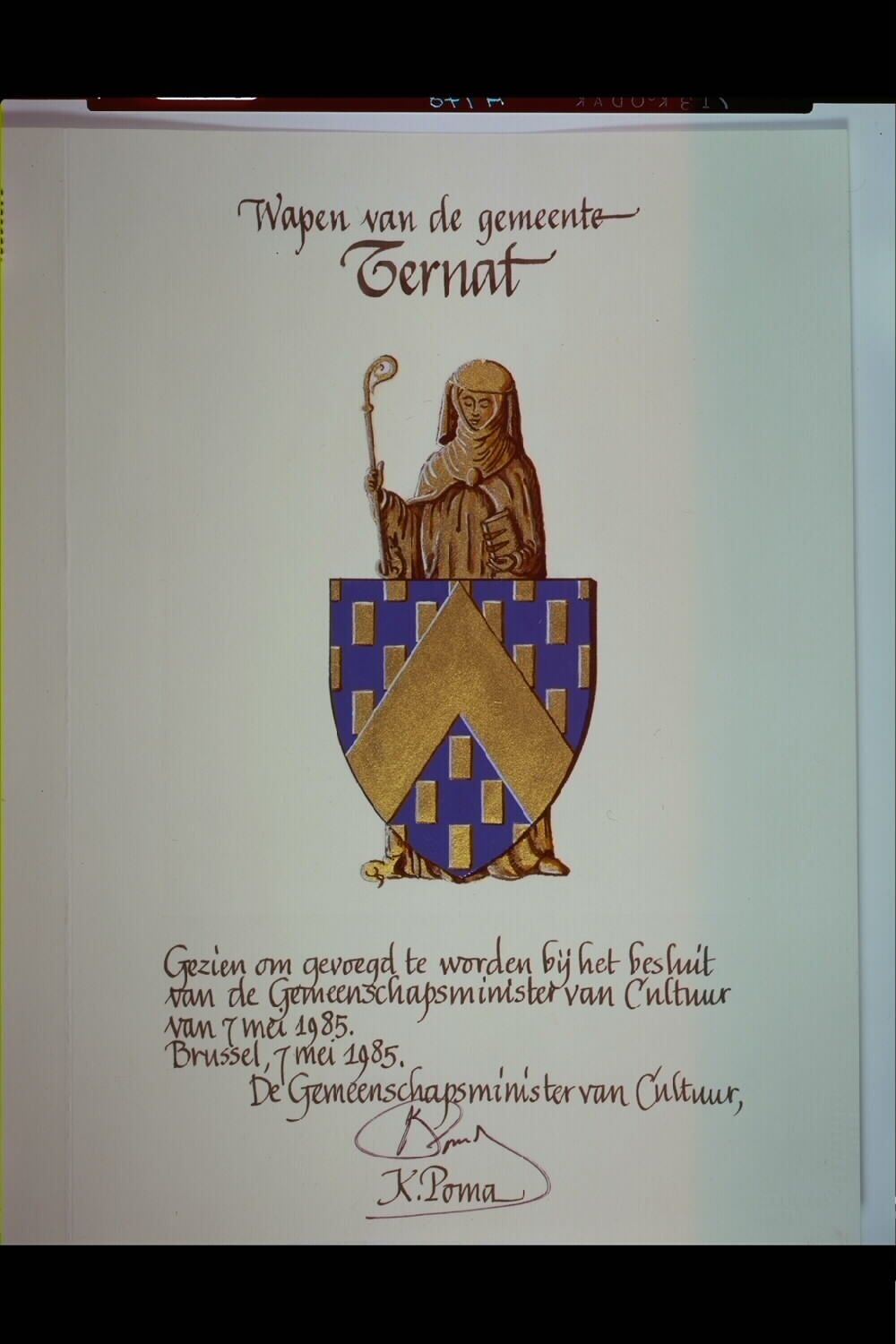
Znak se sv. Gertrudou